# Friedrich von Knaus
Friedrich von Knaus (Aldingen, 7 febbraio 1724 – Vienna, 14 agosto 1789) è stato un orologiaio e inventore tedesco.

## Biografia
Orologiao, meccanico e inventore, costruì automi in grado di suonare strumenti musicali o scrivere brevi frasi: uno di essi è “La mano che scrive” conservata presso il Museo Galileo di Firenze. Sulla costruzione di automi scrivani scrisse un trattato, Die alles schreibende Wundermaschine, pubblicato nel 1760.
Figlio di un orologiaio, Friedrich iniziò a lavorare nel laboratorio del fratello maggiore. Fu attivo in diverse città europee. Intorno alla metà del XVIII secolo divenne meccanico di corte del principe Carlo Alessandro di Lorena a Darmstadt e in seguito ricoprì la stessa carica presso la corte imperiale a Vienna. Nel 1757 creò il Gabinetto di Fisica Imperiale, di cui fu nominato presidente.